# Podzemní továrna Rabštejn
Podzemní továrna Rabštejn je soustava podzemních prostor vyhloubených v pískovcových skalách v okolí obce Janská u České Kamenice v okrese Děčín, které byly spolu s okolními povrchovými objekty za druhé světové války používány nacistickým Německem k válečné letecké výrobě.

## Historie
V místech pozdější zbrojní továrny stála od roku 1860 přádelna vybudovaná Franzem Preidlem. Provoz se rozrůstal, ale pro nerentabilnost během Velké hospodářské krize uzavřen.

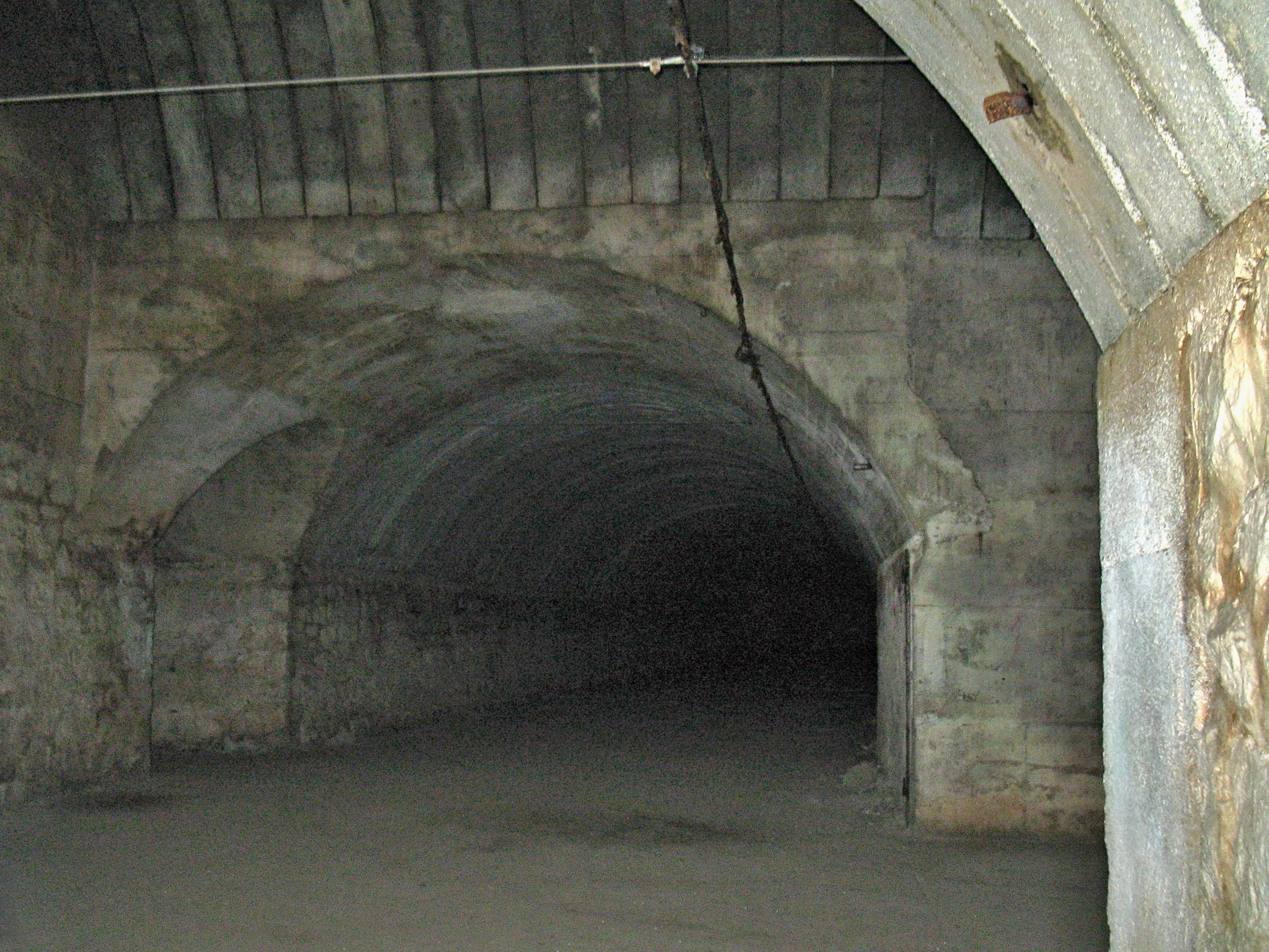
Tunel ve Werku B

Na základě Hitlerova výnosu ze dne 3. prosince 1941 byl Velkoněmeckou říší v říjnu 1942 zkonfiskován komplex Preidlových textilních továren v České Kamenici, v Janské a v Rabštejnském údolí mezi těmito obcemi. Byly předány společnosti Weser Flugzeugbau GmbH (též Weserflug GmbH), která sídlila v Brémách a která v licenci vyráběla letadla typu Junkers (zejména střemhlavého bombardéru Ju 87 Stuka), Messerschmitt a Focke-Wulf. V důsledku decentralizačních trendů v německém zbrojním průmyslu po ničivých náletech na svoje provozy část výroby přenesla do oblasti Rabštejna. Původně provoz zabezpečoval pouze kovoobráběcí výrobu, postupně se sem stěhovala i další výrobní zařízení a rozšiřovaly se výrobní objekty. Později se zde vyráběly točivé díly pro letecké motory, draky letadel, automatické pušky a děla (letecké kanóny MK 103 a MK 108 ráže 30 mm), díly vrtulníku Focke-Achgelis Fa 223 a letecké rakety.
V dubnu 1944 geologický ústav v Liberci provedl první průzkum skalního masivu v prostoru Rabštejn – Jánská. Na hloubení podzemních prostor, které neslo krycí název Zechstein, byli nasazeni vězni z koncentračního tábora Flossenbürg. První pracovní síly byly přesunuty v srpnu 1944, kdy byla založena pobočka koncentračního tábora v Rabštejně. Od srpna 1944 do dubna 1945 vězni koncentračního tábora vyrubali přibližně 17 500 m3 podzemních prostor, plánována byla podzemní výrobní plocha o rozloze až 82 000 m3.

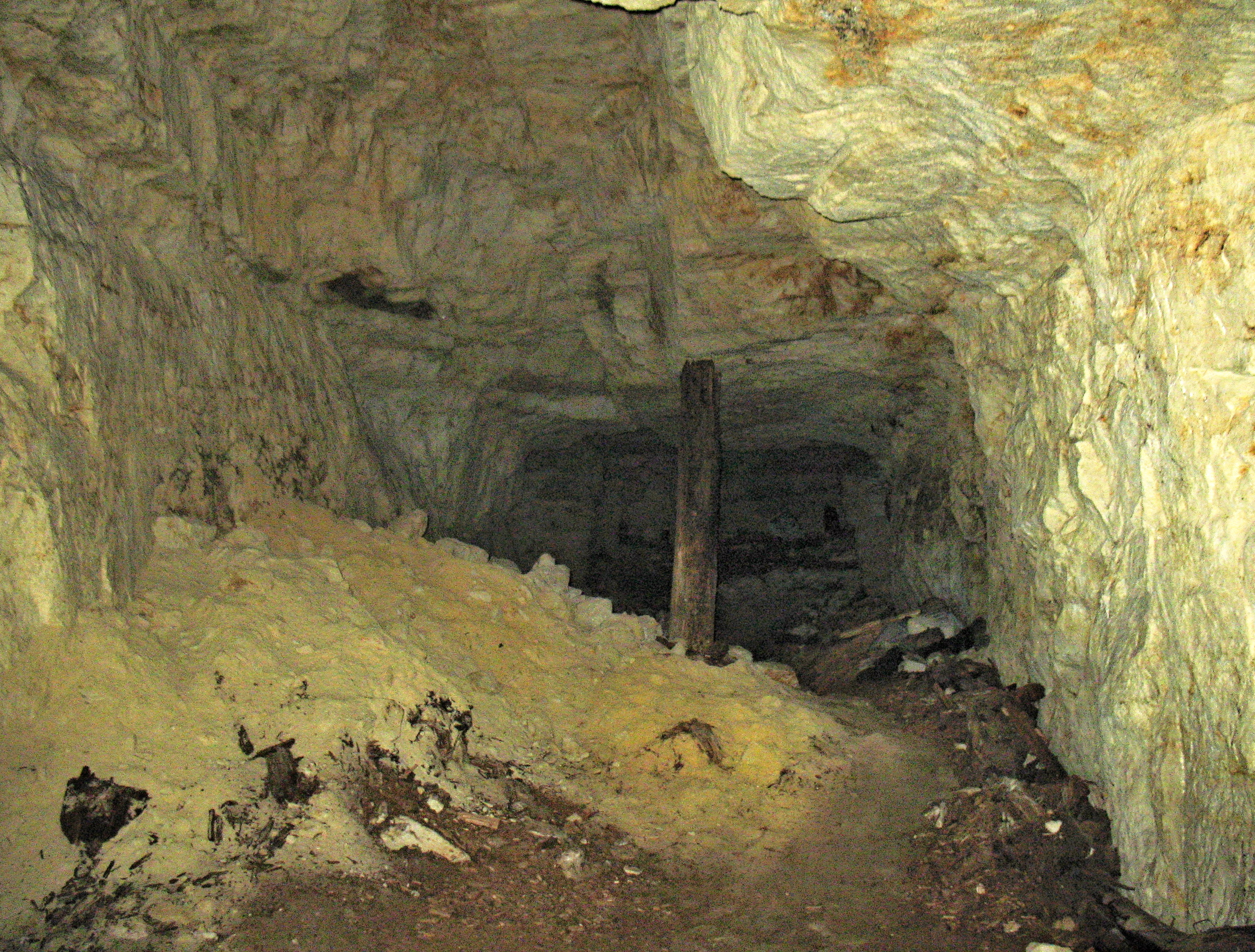
Nezpevněná chodba ve Werku C

V prostoru bývalých přádelen Jánská – východ se vybudovaly 3 oddělené provozy spojené silnicí a později i úzkokolejnou polní dráhou (Werk A, Werk B, Werk C), výrobní haly Werk J, L a G se budovaly blíže České Kamenici. Další objekty označované jako Werk D a M byly v Horní Kamenici, sklady P a O pak v Srbské Kamenici. Podzemní objekt Werk H byl umístěn v Janské. Společnost postupně zaměstnávala až cca 6000 dělníků (válečných zajatců, totálně nasazených a vězňů), kteří byli ubytováni v pracovních táborech v okolí České Kamenice. V širším okolí pak na výrobu Weser Flugzeugbau GmbH navazovaly další menší provozy.
Prvních 750 vězňů sem bylo přivezeno v srpnu 1944 z táborů Dachau a Flossenbürg. U příjezdové cesty z České Kamenice vyrostlo několik dlouhých dřevěných baráků obehnaných ostnatým drátem, které správně spadaly pod bavorský koncentrační tábor Flossenbürg.

## Po druhé světové válce

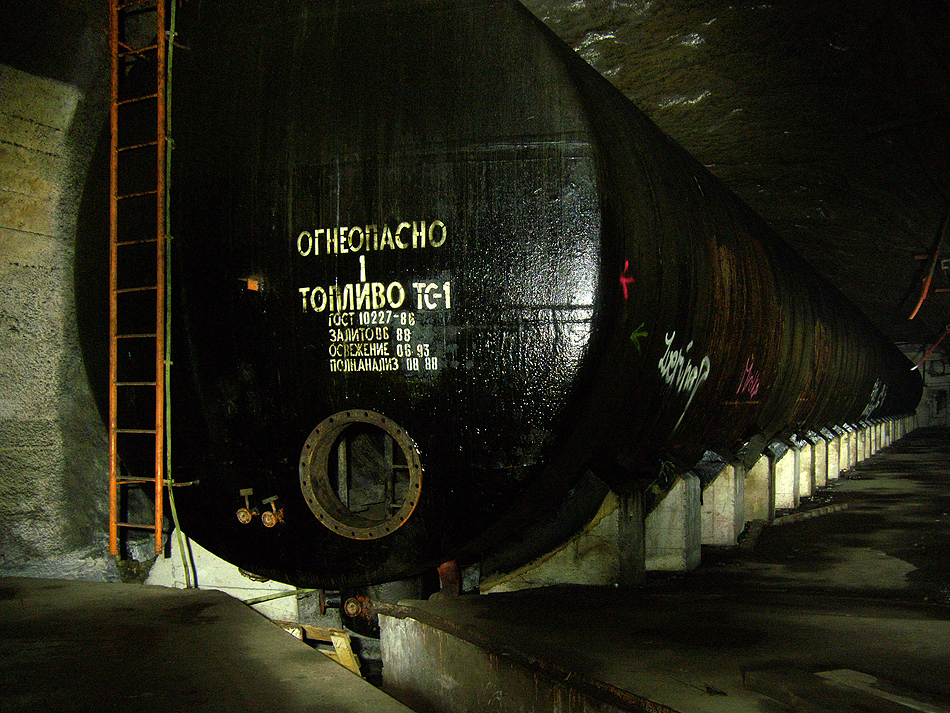
Palivová nádrž používaná sovětskými vojsky

V závodě se naplno pracovalo až do 7. května 1945. Po osvobození od nacistického Německa byly objekty v národní správě. V roce 1952 objekty byly předány vojenské správě a byl zde zřízen provizorní Hlavní sklad ženijní munice. Byl využíván zejména Werk A, v němž se zazdily nevyztužené štoly a upravily podlahy. V podzemí se skladovaly zásoby pohonných hmot až do objemu 8 000 000 litrů. Po okupaci v roce 1968 byl objekt rozdělen na část využívanou Československou lidovou armádou a na část využívanou Střední skupinou vojsk Sovětské armády. Po odchodu armády si část objektů pronajalo občanské sdružení Rabštejn, které zajišťuje prohlídky pro veřejnost.